# Harry Wendelstedt
Harry Hunter Wendelstedt, Jr. (né le 27 juillet 1938 à Baltimore, Maryland, États-Unis, et mort le 9 mars 2012) est un arbitre de baseball américain. Il a officié dans la Ligue nationale de 1966 à 1998.

## Biographie
Wendelstedt fait partie des Marines avant de devenir arbitre de la Ligue nationale de baseball en 1966. 
Le 31 mai 1968 à Los Angeles, Wendelstedt est arbitre au marbre alors que Don Drysdale est en train de lancer pour les Dodgers son 5e blanchissage consécutif, en route vers un nouveau record. Avec les buts remplis, Drysdale atteint d'un lancer Dick Dietz des Giants de San Francisco, ce qui aurait fait compter un point. Wendelstedt, invoquant une règle peu employée, juge que Dietz n'a fait aucun effort pour éviter le tir et doit donc demeurer au bâton. Drysdale le retire, complète le blanchissage et poursuit sa séquence sans accorder de point jusqu'à 56 manches, battant le record de 55 manches et deux tiers sans point établi en 1913 par Walter Johnson, ce qui n'aurait été possible sans la décision rendue par Wendelstedt.
Wendelstedt partage avec Silk O’Loughlin, un arbitre du début du XXe siècle, le record pour avoir été derrière le marbre pour 5 matchs sans coup sûr.
Il a officié dans 5 Séries mondiales, dont deux des plus célèbres : celle de 1986 entre New York et Boston, et celle de 1991 entre Minnesota et Atlanta.
Le 10 août 1998 à San Diego, Wendelstedt était l'arbitre au marbre dans un match entre les Padres et les Marlins de la Floride. Son fils Hunter Wendelstedt était l'officiel au deuxième but. Il s'agissait du premier duo père-fils à arbitrer dans le même match des Ligues majeures de baseball.
Wendelstedt fonde la Harry Wendelstedt School for Umpires, une des deux écoles d'arbitrage formant des officiels pour les ligues majeures. Son fils Hunter dirige depuis cette école.
Durant sa carrière, il a porté le numéro d'uniforme 21, un numéro que son fils porte désormais.
Il meurt à Daytona Beach, en Floride, le 9 mars 2012.

## Matchs importants
- Séries mondiales en 1973, 1980, 1986, 1991 et 1995.
- Séries de championnat de la Ligue nationale en 1970, 1972, 1977, 1981, 1982, 1988 et 1990.
- Séries de divisions de la Ligue nationale en 1995, 1996 et 1997.
- Match des étoiles de la ligue majeure de baseball en 1968, 1976, 1983, 1992.
- A arbitré dans 5 matchs sans point ni coup sûr, record partagé avec Silk O'Loughlin[1].